# Carcoar
Carcoar – miasto w Australii, w stanie Nowa Południowa Walia.